# 范蔚菁
范蔚菁（はん いせい、范蔚菁、1987年4月11日 - ）は、中国の囲碁棋士。浙江省嘉興市出身、中国囲棋協会に所属、二段。ワールドマインドスポーツゲームズ男女ペア戦金メダルなど。

## 経歴
2001年国際アマチュア・ペア碁選手権大会で黄晨とペアで出場して優勝。2002年初段、全国囲棋個人戦6位。2003年全国少年児童戦女子少年組優勝、全国囲棋選手権戦女子组に深圳チームで出場。
2005年女子名人戦ベスト8。2006年富士通U15杯準優勝、三星火災杯世界囲碁オープン戦に女子予選を勝抜いて出場、1回戦で李世乭に敗れる。2007年全国女子囲棋精英戦ベスト4、二段、正官庄杯戦に出場して一人抜き。2008年新人王戦準優勝、ワールドマインドスポーツゲームズ男女ペア戦で黄奕中とのペアで金メダル獲得。2009年北京大学入学。
棋士ランキングでは2007年129位、2011年155位。

### タイトル歴
- 全国新秀戦女子 2003、05年
- ワールドマインドスポーツゲームズ 2008年男女ペア戦（黄奕中とペア）

### その他の棋歴
- 正官庄杯世界女子囲碁最強戦 2005年 0-1（×知念かおり）、2007年 1-1（○青木喜久代、×李夏辰）
- 富士通杯U15少年囲棋戦女子組2位 2006年
- 新人王戦女子 準優勝 2008年
- 全国囲棋個人戦女子組 2010年2位、2012年3位、2005年4位、2002、09年6位
- 女子国手戦 準優勝 2013年
- 全国智力運動会
  - 2009年 男女ペア戦3位（兪斌とペア）
  - 2011年 女子団体戦3位（浙江省）、男女ペア戦2位（兪斌とペア）
- 全国体育大会 女子個人戦 2006年4位、2010年6位
- 全国囲棋選手権戦女子组
  - 2003年（深圳）
  - 2012年（浙江卓尚服飾）3-4
  - 2015年（蕪湖華益閥門）
  - 2016年（杭州雲林棋禅）